# Xicoténcatl (Tamaulipas)
Xicoténcatl è una municipalità dello stato di Tamaulipas, nel Messico centrale, capoluogo della omonima municipalità.
Conta 22.864 abitanti (2010) e ha una estensione di 877,61 km².
La città di Xicoténcatl venne fondata nel 1755 da José de Escandón. Originariamente si chiamò Villa de Escandón, ma nel 1828 si decise di cambiarne il nome in Xicoténcatl, in onore del principe tlaxcalteca Xīcohténcatl Āxāyacatzin (1484-1521) che combatté dapprima contro e poi a favore degli spagnoli capitanati da Hernán Cortés.